# Martin Chemnitz (der Ältere)

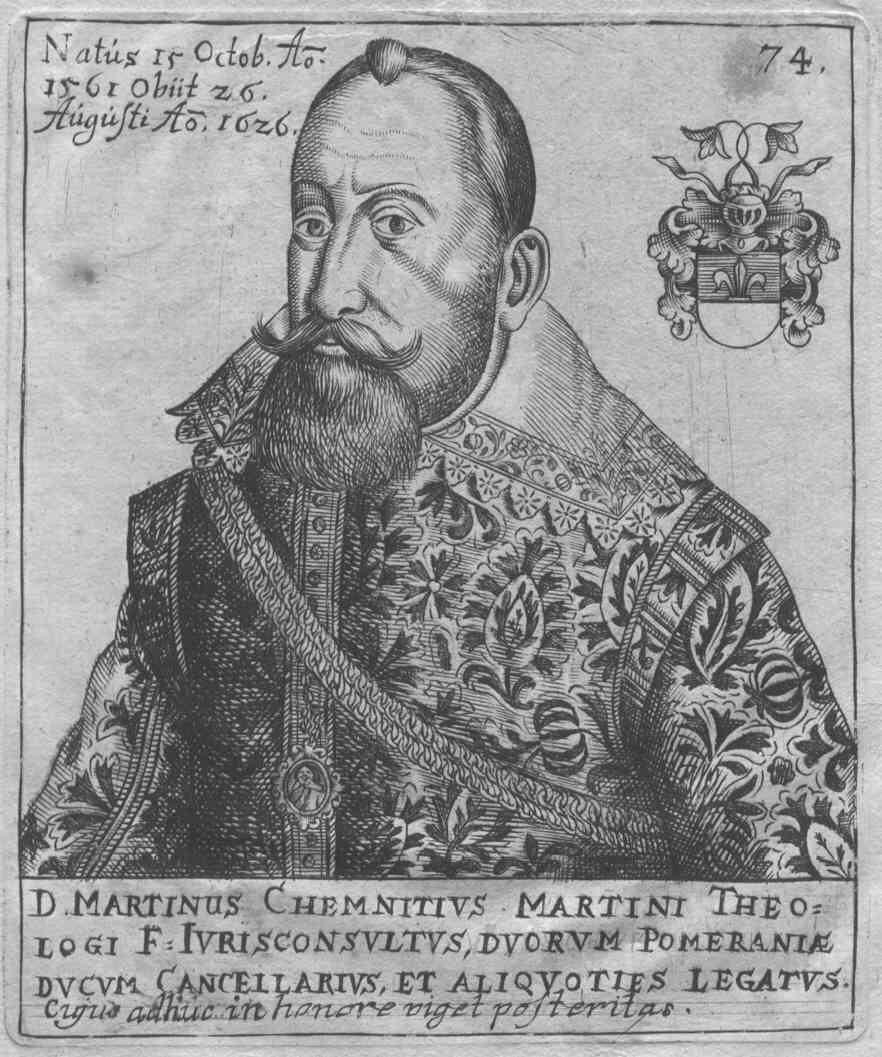
Martin Chemnitz, zeitgenössischer Kupferstich

Martin Chemnitz, genannt der Ältere (* 15. Oktober 1561 in Braunschweig; † 26. August 1627 in Schleswig), war ein Rechtsgelehrter und Hofbeamter in pommerschen und schleswig-holsteinischen Diensten.

## Leben
Der zweite Sohn des lutherischen Theologen Martin Chemnitz und der Anna Jäger wurde von Privatlehrern, darunter Heinrich Meibom der Ältere, und auf der Braunschweiger Stadtschule unterrichtet. Er studierte ab 1578 an der Universität Leipzig, wo er 1580 zum Magister der Philosophie promoviert wurde. Anschließend wechselte er an die Universität Helmstedt und schließlich an die Viadrina nach Frankfurt (Oder). Dort erlangte er 1588 die Promotion zum Doktor beider Rechte. Danach ging er nach Rostock, um sich der juristischen Praxis zu widmen.
Herzog Bogislaw XIII. von Pommern berief ihn in die vormundschaftliche Regierung für den Herzog Philipp Julius von Pommern-Wolgast. 1601 wurde er zum ordentlichen Professor der Rechte an der Universität Rostock ernannt und zum Jahresende zum Rektor der Hochschule gewählt.
Bogislaw XIII. von Pommern ernannte ihn 1603 zum Geheimen Rat und Kanzler der Regierung von Pommern-Stettin. Dessen Nachfolger Philipp II. bestätigte ihn 1606 in seinen Ämtern und entsandte ihn 1613 zum Reichstag nach Regensburg. Nach Philipps II. Tod 1618 folgte er einem Ruf an den Hof des Herzogs Friedrich von Holstein-Gottorf nach Schleswig, wo er von 1619 bis an sein Lebensende als Kanzler tätig war.

## Familie
Aus der Ehe mit Margarethe, der Tochter von Heinrich Camerarius, gingen hervor:
- Martin Chemnitz (1596–1645), Rechtsgelehrter, Generalkriegskommissar
- Bogislaw Philipp von Chemnitz (1605–1678), Staatsrechtler und Historiker
- Heinrich Chemnitz († 1628)
- Franciscus Chemnitz (1609–1656), Arzt in schwedischen Diensten
- Johann Friedrich Chemnitz (1611–1686), mecklenburgischer Beamter und Historiker